# Baddeleyite
La baddeleyite è un minerale. Spesso viene associata allo zircone.